# Финале Купа европских шампиона 1979.
Финале Европског купа 1979. је била фудбалска утакмица одржана на Олимпијском стадиону у Минхену 30. маја 1979.  Тревор Френсис је постигао једини гол на утакмици, пошто је Нотингем Форест из Енглеске победио Малме ФФ из Шведске са 1:0 и постао шампион Европе по први пут у историји клуба. Ова победа је представљала трећу узастопну победу енглеске екипе у Купу Европе, после победа Ливерпула 1977. и 1978. године.

## Позадина
Такмичење 1978–79 пружило је много сјајних прича и довело до финала које нико није могао да предвиди када је оно почело прошлог августа. Нажалост Малме је био ослабљен на овој финалној утакмици. Њихова два најбоља играча, везиста Бо Ларсон и дефанзивац Рој Андерсоном, који нису могли да играју због повреда а такође ни капитен и кључни везиста, Стефан Тапер, који је сломио ножни прст на тренингу уочи финала. Малме је покушао да користи исту тактику коју је Клуб Бриж користио на Вембли у финалу дванаест месеци раније. С обзиром да ниједан од финалиста није био један од највећих европских клубова, минхенски Олимпијски стадион је био далеко од попуњености за финале, а сама утакмица је била нека врста анти-врхунца. Ипак, требало је испричати једну незаборавну причу. Још у фебруару, Брајан Клоф је одлучио да потроши новац који је Форест зарадио освајањем титуле лиге 1978. на нападача из Бирмингхем ситија. Клоф је постао први британски фудбалер од милион фунти када га је одвео у Нотингем, али су правила УЕФА налагала да не може да игра европски фудбал још три месеца. Према томе, прва утакмица на коју је Францис имао право било је само финале и, са повређеним Мартин О'Нилом и Арчијем Гемилом који није селектиран у тим од стране Клофа, Френсис је изабран да одигра своју прву клупску утакмицу у Европи, играо је на позицији десног крила.

## Пут до финала
| Нотингем Форест | Нотингем Форест | Нотингем Форест  | Коло         | Малме        | Малме    | Малме            |
| --------------- | --------------- | ---------------- | ------------ | ------------ | -------- | ---------------- |
|                 |                 |                  |              |              |          |                  |
| Противник       | Резултат        | Утакмице         |              | Противник    | Резултат | Утакмице         |
| Ливерпул        | 2–0             | 2–0 (д); 0–0 (г) | Прво коло    | Монако       | 1–0      | 0–0 (д); 1–0 (г) |
| АЕК Атина       | 7–2             | 5–1 (д); 2–1 (г) | Друго коло   | Динамо Кијев | 2–0      | 2–0 (д); 0–0 (г) |
| Грасхопер       | 5–2             | 4–1 (д); 1–1 (г) | Четвртфинале | Висла Краков | 5–3      | 4–1 (д); 1–2 (г) |
| Келн            | 4–3             | 3–3 (д); 1–0 (г) | Полуфинале   | Аустрија Беч | 1–0      | 1–0 (д); 0–0 (г) |

## Резиме утакмице
Пошто је Малме одлучио да током меча користи одбрамбену тактику, питање које се постављало је да ли екипа Фореста може да је пробије. Упркос сталном притиску, енглеска екипа и није успелвала да постигне гол у првом полувремену, али је онда Џон Робертсон, човек који је сада био један од најбољих крилних играча у европском фудбалу, претрчао два шведска дефанзивца на левој страни пре него што је убацио центаршут. Голман Јан Мелер, који је до тада био солидан, није изашао да избије лопту, а на даљој стативи је био нико други до Тревор Френсис који је главом лопту убацио у горњи део гола. То је заправо био крај меча. И Гери Биртлс и Робертсон су пропустили добре шансе у другом полувремену, али то није било важно, пошто Малме никада није изгледао као екипа која је кадра да постигне гол.
Можда је то било неупадљиво финале, али резултат је свакако створио изванредну укупну причу. Под њиховим непоколебљивим менаџером Брајаном Клафом, Нотингем Форест, релативно мали енглески клуб, освојио је највећу награду европског клупског фудбала, нокаутиравши успут двоструког браниоца титуле Ливерпул. Само две године раније, Форест је био у другом рангу енглеског фудбала, а ипак су се сада нашли у зениту европског клупског фудбала.
Нотингем Форест би задржао титулу следеће године. Малме је до данас једини клуб из нордијске земље који је играо у финалу Купа Европе или Лиге шампиона.

## Утакмица

### Детаљи
| Нотингем Форест | 1–0      | Малме |
| --------------- | -------- | ----- |
| Френсис 45+1’   | Извештај |       |

| Нотингем Форест | Малме |

| GK               | 1  | Питер Шилтон      |
| RB               | 2  | Вив Андерсон      |
| CB               | 5  | Лари Лојд         |
| CB               | 6  | Кени Бурнс        |
| LB               | 3  | Френк Кларк       |
| RM               | 7  | Тревор Френсис    |
| CM               | 4  | Џон Мекговерн (c) |
| CM               | 8  | Ian Bowyer        |
| LM               | 11 | Џон Робертсон     |
| CF               | 9  | Гари Биртлес      |
| CF               | 10 | Тони Вудкок       |
| Резервни играчи: |    |                   |
| GK               | 12 | Крис Вудс         |
| DF               | 13 | Дејвид Нидхем     |
| MF               | 14 | Мартин О'Нил      |
| MF               | 15 | Арчи Џемал        |
| FW               | 16 | Џон О'Хер         |
| Менаџер:         |    |                   |
| Брајан Клоф      |    |                   |

| GK               | 1  | Јан Мелер         |  |     |
| RB               | 2  | Роланд Андерсон   |  |     |
| CB               | 4  | Кент Јенсон       |  |     |
| CB               | 5  | Магнус Андерсон   |  |     |
| LB               | 3  | Ингемар Ерландсон |  |     |
| RM               | 8  | Роберт Приц       |  |     |
| CM               | 6  | Стафан Тапер (c)  |  | 34’ |
| CM               | 7  | Андерс Љунгберг   |  |     |
| LM               | 11 | Јан Олов Киндвал  |  |     |
| CF               | 10 | Торе Сервин       |  |     |
| CF               | 9  | Томи Хансон       |  | 82’ |
| Резервни играчи: |    |                   |  |     |
| DF               | 12 | Матс Арвидсон     |  |     |
| FW               | 13 | Томи Андерсон     |  | 82’ |
| MF               | 14 | Клас Малмберг     |  | 34’ |
| GK               | 15 | Арне Окесон       |  |     |
| Менаџер:         |    |                   |  |     |
| Боб Хјутон       |    |                   |  |     |

## Белешка
1. ↑  Извршни комитет УЕФА је 27. септембра 1978. одлучио о месту одржавања у Берн.[2]